# تولد یک ملت (فیلم ۲۰۱۶)
تولد یک ملت (انگلیسی: The Birth of a Nation) فیلمی در ژانر زندگینامه‌ای به کارگردانی نیت پارکر و در مورد زندگی نات ترنر است که در سال ۲۰۱۶ منتشر شد.

## داستان
نات ترنر برده سیاه پوست که سواد دارد وکتاب مقدس را می خواند به مزارع برده می شود تا برای برده ها موعظه کنداو با ÷القای اینکه اربابان سفید ارباب آنها هستند به مزارع برده می شود ولی سرانجام از یان اعمال اربابان سفید پشیمان شده و دست به شورش یر میدارد ودر آخر جان خود را در این راه ازدست می دهد.
حرکت او اولین گام علیه برده داری سفید پوستان بود.

## بازیگران
- اونجانی الیس
- نیت پارکر
- آرمی هامر
- مارک بون جونیور
- دوایت هنری
- آیا نائومی کینگ
- استر اسکات
- گابریله یونیون
- پنلوپه آن میلر
- جکی ارل هیلی
- جیسون استوارت